# Western University (Thailand)
Die Western University (früher Niwattana College) ist eine Universität in Thailand. Seit 2006 wird die Universität von Chirasak Chiyachantana als Präsidentin geführt. Die Universität zählt 9.180 Studierende.

## Gründung und Geschichte
Die Western University wurde am 18. Juni 1997 gegründet. Sie bietet heute eine Vielzahl von Bildungsprogrammen, darunter Bachelor-, Master- und Promotionsprogramme an. Die Master- und Doktorstudiengänge haben sich in den letzten Jahren um einige Lehrpläne und Programme, wie Doktor der Philosophie in öffentlicher Verwaltung, Ingenieurwesen, Pflegewissenschaften und vieles mehr erweitert. Die Universität wurde vom Bildungsminister autorisiert, zählt somit zu einem akkreditiertem und privatem Business College.
Zum Gedenken an den verstorbenen Bhumibol Adulyadej (ehemaliger König von Thailand), welcher beschlossen hatte, seine verstorbene Schwester Galyani Vadhana zur Prinzessin von Naradhiwas zu ernennen, wurde diese Universität gegründet.

## Bildung und Ziele
Im Fokus der Universität liegt es, mehr Bildungsmöglichkeiten bereitzustellen um somit den Wachstum des Landes in dieser Region zu fördern.
Als ihre akademischen Bereiche zählen Gesundheit, Geisteswissenschaften, Medizin und Soziologie.
Ein Ziel der Western University ist es, zur nationalen Entwicklung Thailands beizutragen, indem sie Bildung als Schlüsselfaktor zur Förderung des wirtschaftlichen Wachstums im Land betrachtet. Die Universität unterstützt den 12. Nationalen Wirtschafts- und Sozialentwicklungsplan Thailands, der auf die Verbesserung der Bildungsqualität abzielt, um das Land von einem mittleren zu einem hochentwickelten Einkommen zu führen. Dazu wird eine qualitative Bildung priorisiert und so Wissen und Fähigkeiten erlernt werden sollen. Zudem will die Universität ihre Informationstechnologien verbessern, um eine Möglichkeit zum Fernstudium zu bieten. Sodass jeder auf das Wissen, unabhängig vom Standort, zugreifen kann und eine gute Lernumgebung entstehen kann.
Die Western University - Thailand legt Wert darauf, Absolventen hervorzubringen, die nicht nur intellektuelle und berufliche Fähigkeiten besitzen, sondern auch moralische und ethnische Werte schätzen.

## Standorte
Die Universität verfügt über fünf Standorte: Kanchanaburi (nordwestlich von der Hauptstadt Bangkok), Patumthani (nördlich von Bangkok), Buri Ram (im Nordosten Thailands), Surin (an der Grenze zwischen Thailand und Kambodscha) sowie Si Sa Ket (Nordostregion Thailands). Diese geografische Vielfalt ermöglicht es der Universität, Studierende aus verschiedenen Teilen des Landes zu erreichen.

## Ranking
In einem Ranking von EduRank der besten Universitäten des Jahres 2024 schneidet die Western University - Thailand als 107 von 125 Universitäten in Thailand, 4199 von 5830 in Asien und als 10383 von 14131 weltweit.